# Lennox, Nueva et Picton
Pour les articles homonymes, voir Lennox et Picton.
 (octobre 2007).
Si vous disposez d'ouvrages ou d'articles de référence ou si vous connaissez des sites web de qualité traitant du thème abordé ici, merci de compléter l'article en donnant les références utiles à sa vérifiabilité et en les liant à la section « Notes et références ».
Lennox, Nueva et Picton sont trois îles inhabitées de l'océan Atlantique sud (ainsi que d'autres îlots) situées à l'extrême sud de l'Amérique du Sud, dans la région chilienne de Magallanes et de l'Antarctique chilien, à l'est de l'île Navarino et de la côte sud de la grande île de la Terre de Feu dans la province argentine de la province de Terre de Feu, Antarctique et Îles de l'Atlantique Sud.
Les îles Picton et Lennox furent nommées par le commandant Fitz Roy lors de son expédition (1828-1830) en l’honneur du général Thomas Picton et des comtes de Lennox.

## Histoire
En raison de leur place stratégique au sud du canal Beagle, les îles font l'objet d'un long conflit territorial entre l'Argentine et le Chili, le conflit du Beagle. Les deux pays acceptent de soumettre la dispute à l'arbitrage de la reine du Royaume-Uni Élisabeth II. En mai 1977, sentence arbitrale (es) de la reine affirme que les îles et tous les petits îlots en dépendant appartenaient au Chili. L’Argentine refuse d'accepter cette décision et les relations entre les deux pays deviennent extrêmement tendues, au bord de la guerre ouverte. En 1978, malgré son cours pontificat, le pape Jean-Paul 1er envoie une lettre aux évêques des deux pays concernés pour que "les arguments de la concorde l'emportent sur les forces de la haine et de la division qui ne laissent derrière elles que des traces de destruction". En 1979, les deux pays acceptent lors de l'Acte de Montevideo de permettre au pape Jean-Paul II d'entreprendre une médiation par l'intermédiaire des bons offices du cardinal Antonio Samorè, son envoyé spécial. La décision du pape d'attribuer les îles au Chili entraîne la ratification d'un traité à Rome en nov 1984 afin de mettre un terme au conflit.

## Littérature
Ces îles sont mentionnées dans le roman de Jules Verne, Les Naufragés du « Jonathan ». L'ouvrage fut écrit huit ans après la signature du Traité des limites de 1881. Le protagoniste Kaw-djer, un anarchiste, choisit une île - éloignée de tout - pour y créer un monde nouveau. Un jour, un indigène vient à leur rencontre et les avertit que le Chili et l'Argentine sont parvenues à un accord et qu'ils seraient expulsés de l'île. Le dialogue, imaginé par Jules Verne, illustre sa connaissance du traité de 1881 :

« – Et, demanda le Kaw-djer, toutes les îles au sud du canal du Beagle dépendent du Chili ?

– Toutes.

– Même l’Île Neuve ?

– Oui. »

— Jules Verne, Les Naufragés du « Jonathan », première partie, chapitre 3 : « La fin d'un pays libre », [lire en ligne].